# Марказит

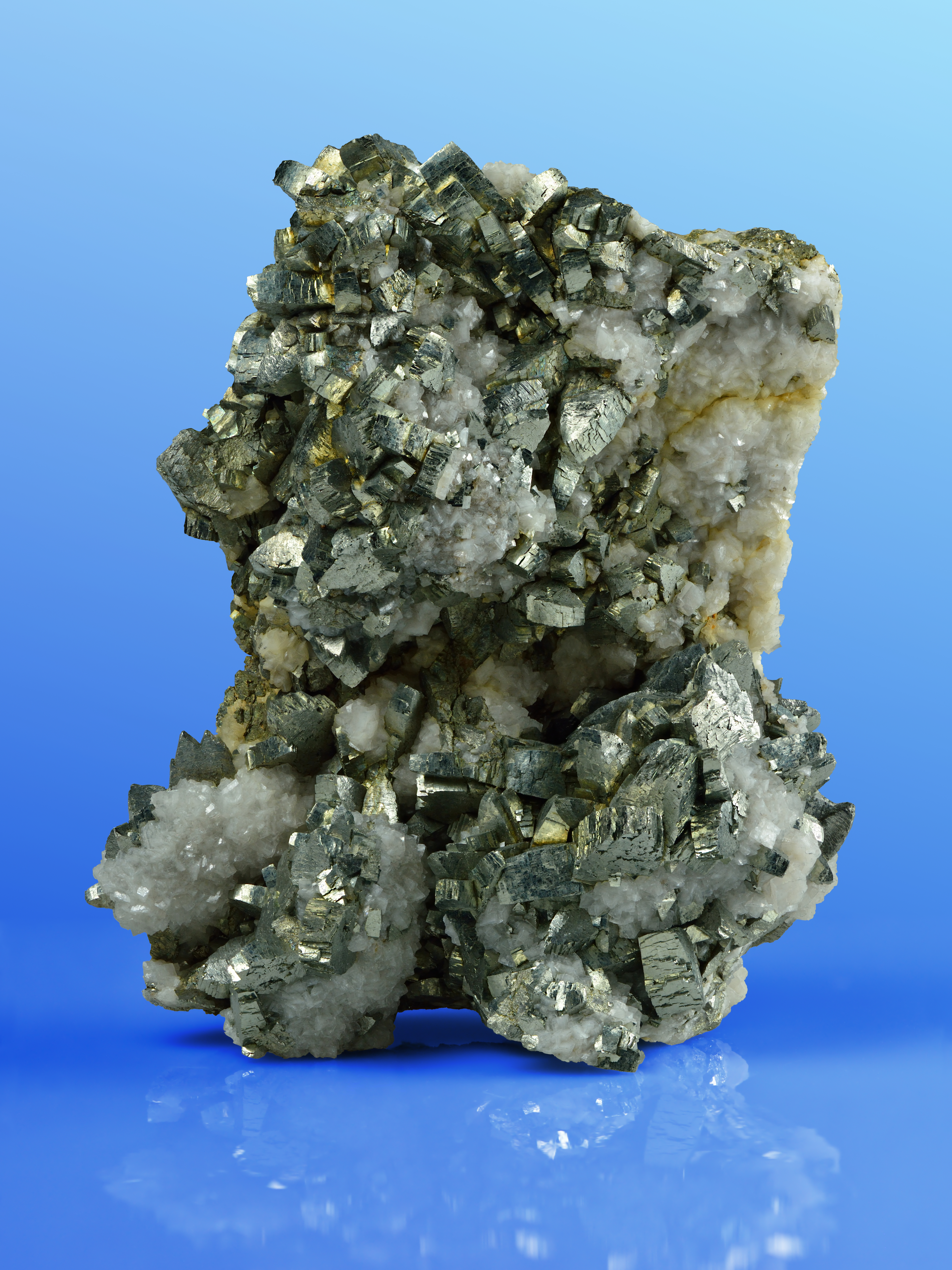
Марказит

Марказит — мінерал класу сульфідів та їх аналогів (хім. аналог піриту); дисульфід заліза острівної будови. Від араб. або мавританської مرقشيثا / marqašīṯā /, кремінь (W.K.Haidinger, 1845).

## Історія та етимологія
У 1845 році австрійський геолог, мінералог і геофізик Вільгельм Ріттер фон Гайдингер (1795—1871) присвоїв марказиту його назву, яка діє й досі. Назва виникла від його здатності викресати іскри при ударі. Основна латинська назва «marchasita» походить від арабського або мавританського مرقشيثا / marqašīṯā / «кремінь».

## Загальний опис
Хімічна формула: Fe[S2].
Містить(%): Fe — 46,6; S — 53,4.
Домішки: Ni (до 6 %), As, Sb, Co, Bi, Cu та ін.
Поширений сульфід заліза. Диморфний з піритом.
Сингонія ромбічна.
Форми виділення: конкреції, сфероліти, натічні агрегати, суцільна маса.
Кристали таблитчасті, рідше гостропірамідальні, призматичні, а також двійники і зростки типу «півнячого гребеня».
Густина 4,88.
Твердість 6,5-6,75.
Колір жовтий.
Блиск металічний.
Риса темна, зеленувато-сіра.
Злам нерівний.
Крихкий.
Непрозорий.
Асоціація: пірит, піротин, галеніт, сфалерит, флюорит, доломіт, кальцит.

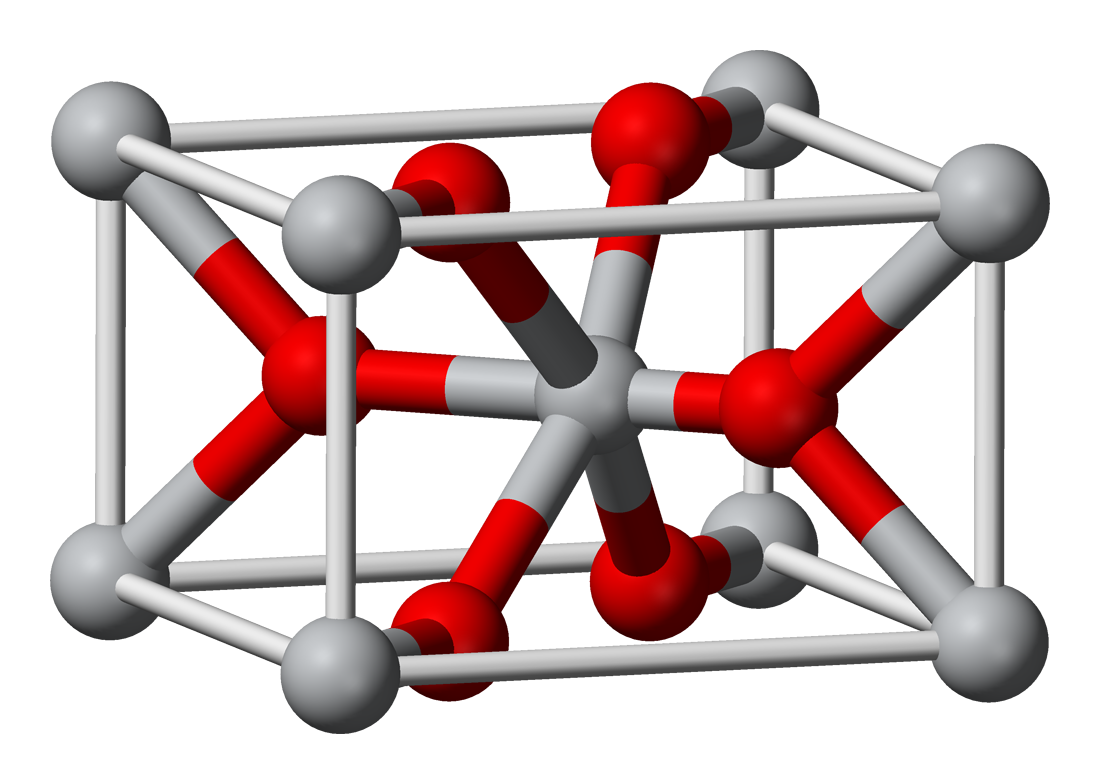
Кристалічна структура марказиту. Атоми сірки — червоні.

Слабкий провідник електрики.
Самостійних родовищ не утворює.
Походження — ендогенне і екзогенне.
Зустрічається в низькотемпературних гідротермальних жильних родовищах.
Аутигенний або гіпергенний мінерал осадових порід (наприклад, у вапняках, глинах, мармурах або глинистих сланцях), де утворюється з гідротермальних кислих розчинів при низьких температурах.
Зустрічається також у зонах вивітрювання рудних родовищ (при руйнуванні піротину) і в осадових породах (переважно вугленосних піщано-глинистих відкладах).
У США є в ряді штатів: Міссурі, Оклахома, Канзас, Айова. В Чехії — поблизу мм. Мост, Осек та ін. У Німеччині, в Клаусталь, в горах Гарц, а також мм. Фрайберг і Аннаберг, Саксонія. У Франції, на мисі Кап Блан-Не, департамент Па-де-Кале. У Мексиці, в районі м. Санта-Еулалія, штат Чіуауа. У районі м. Льяллагуа, Болівія. У префектурі Акіта, Японія.
На території України є в Донбасі, Карпатах, на Закарпатті. Зустрічається у Микитівському ртутному родов. (Донбас) з піритом, кіновар'ю, дикітом. Є в мергелях і вапняках Криму.
Використовується у хімічній промисловості, сировина для одержання сірчаної кислоти.

## Різновиди
Розрізняють:
- марказит гребінчастий (агрегати марказиту, які складаються з двійників по (101));
- марказит променистий (голчасті індивіди марказиту, які утворюють променисті агрегати).

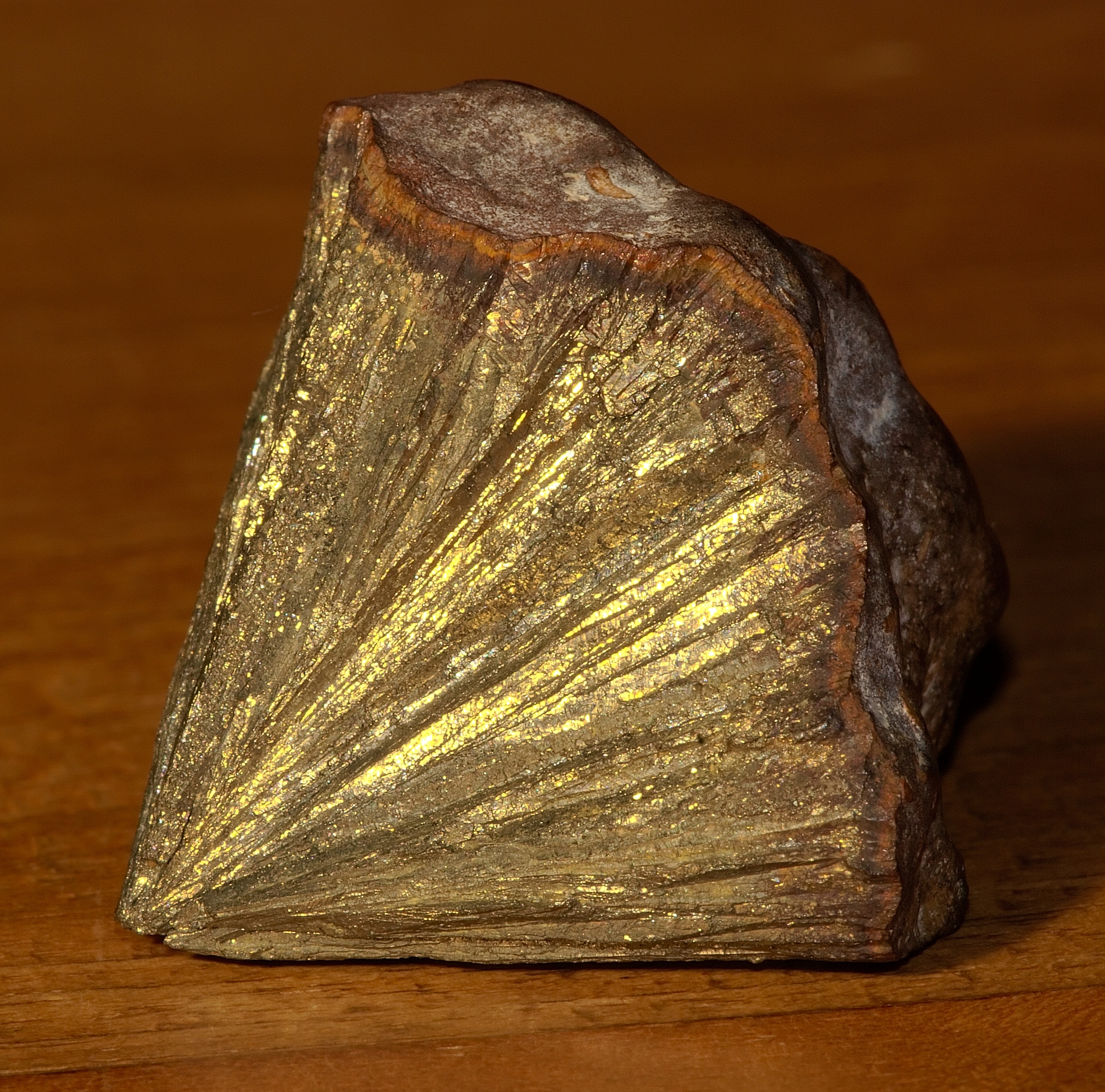
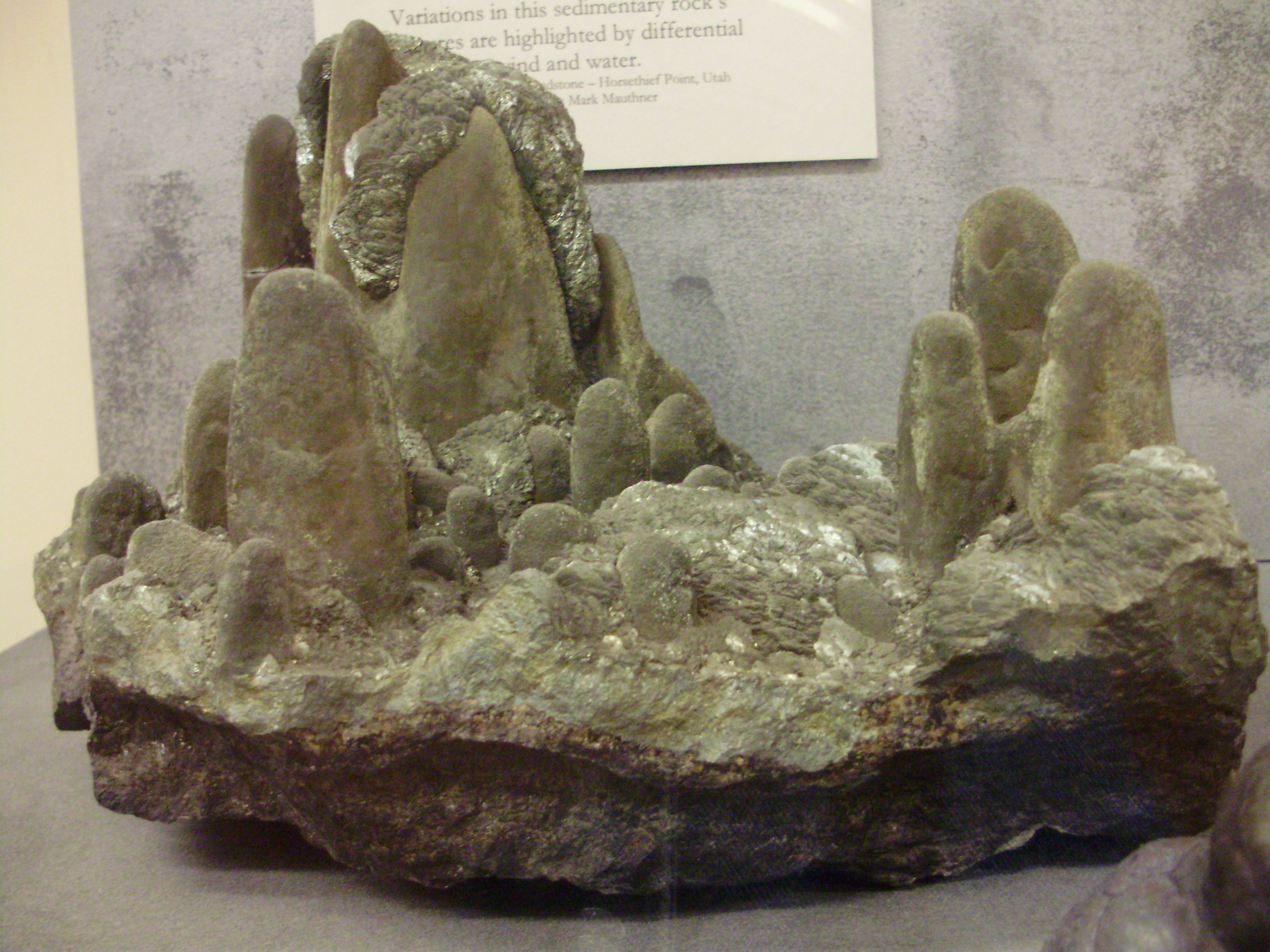
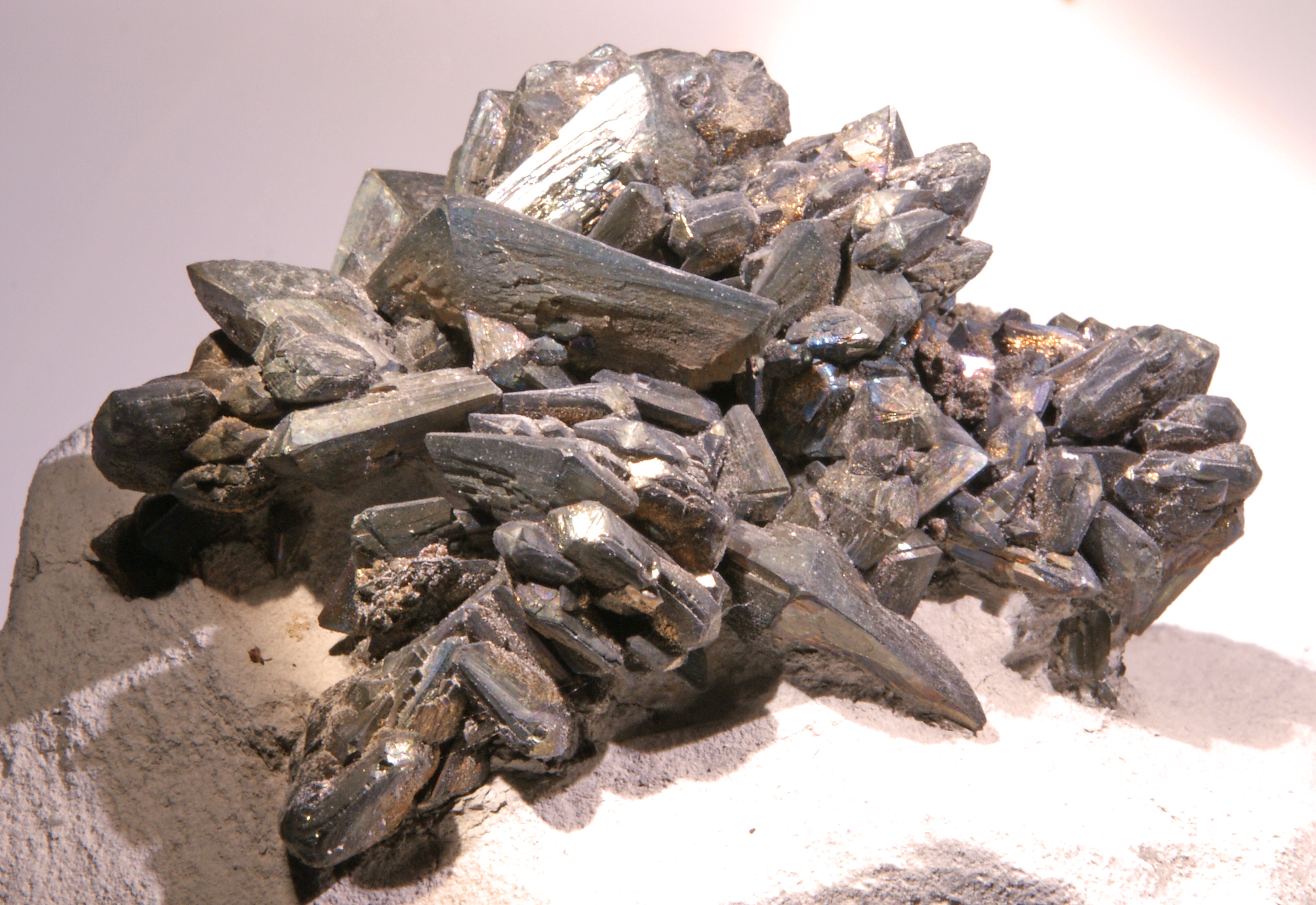
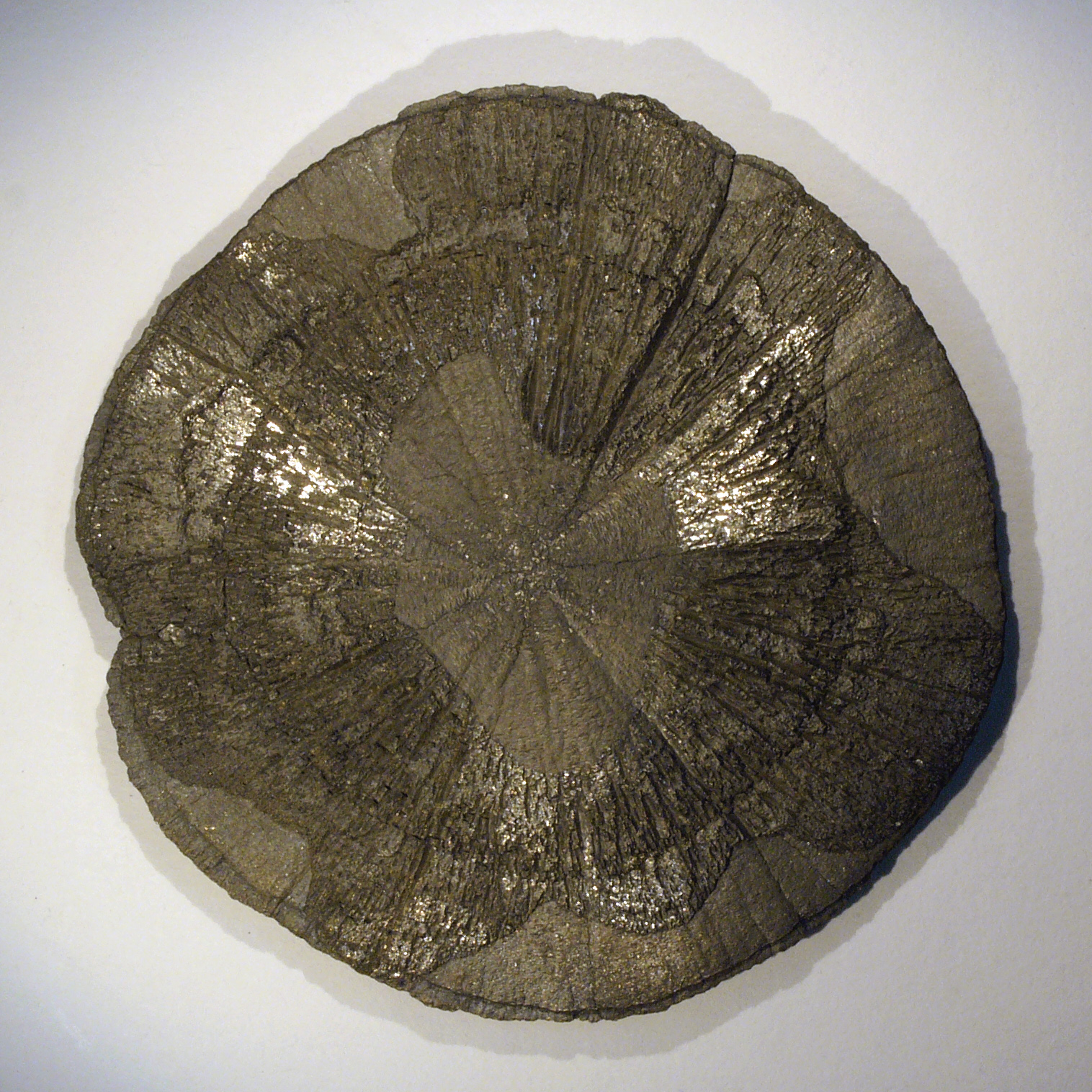
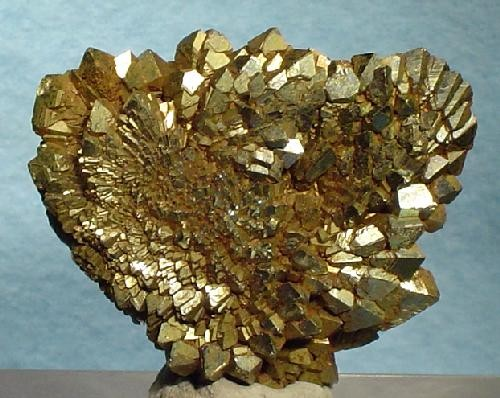